# Българската левица
Българската левица, съкратено БЛ, е лява политическа партия в България, учредена на 4 април 2009 г.
Начело на Партията застават Илия Божинов, Иван Генов и Петко Тодоров. След преждевременната кончина на Илия Божинов Първият редовен конгрес, който се провежда във Велико Търново, избира за председатели Иван Генов и Маргарита Милева, а за заместник-председатели Христофор Дочев и Ирина Алексова. За главен секретар е избран Боян Киров.
„Българската левица“ е редовен член на Европейската лява партия.